# Cleogonus
Cleogonus är ett släkte av skalbaggar. Cleogonus ingår i familjen vivlar.

## Dottertaxa tillCleogonus, i alfabetisk ordning[1]
- Cleogonus armatus
- Cleogonus brasiliensis
- Cleogonus brevirostris
- Cleogonus columbianus
- Cleogonus conicollis
- Cleogonus cribrarius
- Cleogonus cribrum
- Cleogonus deyrollei
- Cleogonus dichrous
- Cleogonus distinctus
- Cleogonus fairmairei
- Cleogonus fistulosus
- Cleogonus fratellus
- Cleogonus gagates
- Cleogonus grossulus
- Cleogonus impressus
- Cleogonus insulcatus
- Cleogonus lateralis
- Cleogonus luctuosus
- Cleogonus marginatus
- Cleogonus marginesulcatus
- Cleogonus mixtus
- Cleogonus notatus
- Cleogonus nucula
- Cleogonus perforatus
- Cleogonus pharetratus
- Cleogonus proximus
- Cleogonus pumilus
- Cleogonus recticollis
- Cleogonus rubetra
- Cleogonus rubicollis
- Cleogonus rubricollis
- Cleogonus rubripennis
- Cleogonus sedentarius
- Cleogonus signatus
- Cleogonus sobrinus
- Cleogonus trisignatus
- Cleogonus trochilus
- Cleogonus viduus
- Cleogonus zonatus